# مضيق جامايكا

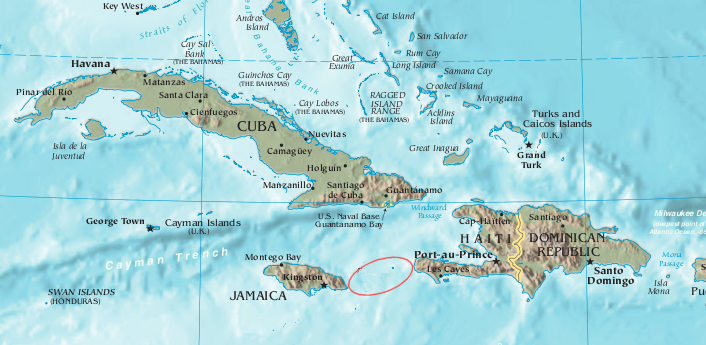
الدائرة الحمراء توضع موقع مضيق جامايكا

مضيق جامايكا هو مضيق يفصل بين جزر جامايكا وجزر هسبانيولا في البحر الكاريبي، إلى جانب ذلك يربط المضيق بين البحر الكاريبي والمحيط الأطلسي الشمالي، ونظرا لموقعه المميز الذي يبعد حوالي 1,000 كيلومتر (620 ميل) إلى الشمال الشرقي من قناة بنما، يعتبر المضيق ممر بحري رئيسي للسفن التي تبحر مع المحيط الهادئ من الجهة الشرقية إلى الولايات المتحدة الأمريكية وكندا وكذلك للسفن القادمة من قارة أوروبا.
يبلغ عرض المضيق حوالي 190 كيلومتر (120 ميل)، ويصل عمقة إلى 1200 متر (3900 قدم).

## جزيرة نافاسا
تقع في بعد نحو 55 كيلومترا (34 ميل) إلى الغرب من جزيرة هايتي نافاسا، تتمركز هذه الجزيرة في منتصف المضيق، وتعتبر جزيرة غير مأهولة بالسكان، حيث تتكون من الحجر الجيري والمرجان الذي يبلغ قياس بعضة 5.2 كيلومتر مربع.

## وصلات خارجية
- موقع مضيق جامايكا على الخريطة.